# Orpund
Orpund (gsw. Orpung, fr. Orpond) – gmina (niem. Einwohnergemeinde) w Szwajcarii, w kantonie Berno, w regionie administracyjnym Seeland, w okręgu Biel/Bienne. Leży nad Kanałem Nidau-Büren.  

## Demografia
W Orpundzie mieszkają 3 052 osoby. W 2020 roku 21,4% populacji gminy stanowiły osoby urodzone poza Szwajcarią.

## Współpraca
Miejscowość partnerska:
- Brtnice, Czechy

## Transport
Przez teren gminy przebiega autostrada A5.